# Inside Out 2
Inside Out 2 è un film d'animazione del 2024 diretto da Kelsey Mann al suo debutto alla regia.
La pellicola è il sequel di Inside Out (2015) prodotto dai Pixar Animation Studios come 28º lungometraggio, in co-produzione con Walt Disney Pictures, e distribuito da Walt Disney Studios Motion Pictures.

## Trama
Un anno dopo la fine del primo film, Riley si è abituata alla sua vita a San Francisco, ha compiuto 13 anni ed è in procinto di andare al liceo. Le sue emozioni personificate, Gioia, Tristezza, Paura, Disgusto e Rabbia hanno nel frattempo scoperto una nuova sezione della sua mente, chiamata "Sistema di credenze", che ospita dei ricordi che si trasformano in sentimenti e convinzioni, che a loro volta costituiscono il "Senso di Sé", la personalità fondamentale di Riley. Gioia, con l'intenzione di riempire il "Sistema di credenze" solo con ricordi positivi, ha costruito un meccanismo che lancia qualsiasi ricordo negativo nella parte inconscia della mente della ragazza. 
Dopo aver vinto una partita di Hockey, Riley e le sue migliori amiche Bree e Grace vengono invitate per un week-end a un bootcamp di Hockey, dove Riley spera di qualificarsi per entrare nella squadra del suo liceo, le Firehawks. La notte prima di partire per il campo però, suona sulla console delle emozioni "l'Allarme Pubertà" e un gruppo di operai della mente irrompe nel quartier generale per ristrutturarlo e per aggiornare la console stessa.
Al risveglio di Riley, le emozioni scoprono che la ragazza reagisce in modo eccessivo a qualsiasi input che danno alla console e che un gruppo composto da 5 nuove emozioni è arrivato al Quartier Generale: Ansia, Invidia, Imbarazzo, Ennui e Nostalgia, anche se per quest’ultima è ancora “troppo presto” agire. Sebbene le cose inizino in termini amichevoli, le vecchie e le nuove emozioni si scontrano presto per i loro approcci diversi; in particolare, Gioia pensa che Riley dovrebbe solo divertirsi al campo e passare il tempo con Bree e Grace, mentre Ansia vuole che si impegni per ottenere un posto nelle Firehawks e faccia amicizia con le ragazze più grandi, soprattutto dopo aver scoperto che Bree e Grace andranno in un liceo diverso. Guidata da Gioia, Riley fa inavvertitamente punire tutti i partecipanti al campo dalla severa direttrice, la Coach Roberts. Credendo che Riley debba cambiare la sua personalità per adattarsi alle giocatrici più grandi, Ansia strappa e getta il Senso di Sé nel retro della mente della ragazza Riley usando il meccanismo di Gioia e fa catturare da Imbarazzo le vecchie emozioni, che vengono rinchiuse in un caveau della memoria. Le nuove emozioni usano poi dei ricordi negativi, generati da Ansia, per creare un nuovo Senso di Sé e incoraggiano Riley a fare amicizia con la popolare giocatrice di hockey Val, cosa che mette a dura prova l'amicizia con Bree e Grace.
Nel frattempo le vecchie emozioni, grazie all'aiuto di alcuni personaggi dell'infanzia di Riley e un "Atroce Oscuro Segreto"  rinchiusi da tempo nel caveau, riescono a fuggire e decidono di dividersi: Tristezza usa un tubo di richiamo per tornare al Quartier Generale, mentre Gioia, Paura, Disgusto e Rabbia vanno nel retro della mente di Riley per recuperare il vecchio Senso di Sé. Tristezza riesce a tornare al Quartier Generale, dove è costretta a nascondersi finché non viene scovata da Imbarazzo, che inaspettatamente non la fa scoprire. Durante il faticoso viaggio, Gioia e le altre emozioni trovano una sorta di ufficio di fumettisti, dove un gruppo di dipendenti della mente sta disegnando e inviando al Quartier Generale possibili futuri negativi su ordine di Ansia. Stanca di come quest'ultima stia ferendo Riley, Gioia convince i dipendenti a disegnare futuri positivi, facendo capire ad Ansia che i cinque sono fuggiti dal caveau, e approfitta della confusione creatasi per sfuggire dalla polizia mentale insieme alle altre emozioni.
A causa delle preoccupazioni di sapere cosa la Coach pensi di Riley, Ansia e Invidia spingono la ragazza a intrufolarsi nell'ufficio della Roberts per dare una sbirciata al suo taccuino. Tristezza, usando il cellulare di Ennui, cerca di impedire a Riley di leggere il suo fascicolo, ma viene scoperta e fermata da Ansia. Scoprendo dal fascicolo che la Coach Roberts non considera Riley ancora pronta per diventare una Firehawk, Ansia decide di prendere il controllo: immobilizza Tristezza in un secchio e per assicurarsi il successo, mette una grande idea in testa a Riley. Le vecchie emozioni intanto raggiungono il retro della mente di Riley e recuperano il vecchio Senso di Sé dalla cima di una montagna di brutti ricordi, depositati lì dal meccanismo di Gioia. Tristezza, con l'aiuto di Imbarazzo che la libera dal secchio, cerca di aiutare Gioia a far tornare il Senso di Sé al Quartier Generale ma Ansia, per evitare ciò, distrugge il meccanismo.
Non avendo altro modo per tornare rapidamente al Quartier Generale, le vecchie emozioni causano una valanga di brutti ricordi, che cavalcano per tornare indietro; tuttavia, i ricordi si riversano nel Senso di Sé di Riley, corrompendolo ulteriormente. Ansia, nel frattempo, rimane scioccata e delusa nello scoprire che, nonostante le sue intenzioni, il nuovo Senso di Sé che ha coltivato si è evoluto in uno stato di insicurezza; l'emozione inizia quindi a controllare freneticamente Riley durante una cruciale partita di hockey. Questo porta la ragazza a monopolizzare il disco di gioco, sbagliando la maggior parte dei tiri, e a ferire accidentalmente Grace, gesto per il quale viene spedita in panchina per 2 minuti dalla Coach Roberts. Inorridita da questo risultato, Ansia assale la console in un turbine accecante, causando a Riley un attacco di panico.
Le vecchie emozioni, nel frattempo arrivate alla radice del Senso di Sé, tornano finalmente al Quartier Generale e lì Gioia convince Ansia che non deve cambiare Riley per farle avere un futuro migliore; alla fine Ansia cede e il vecchio Senso di Sé viene reinstallato, ma l'attacco di Riley persiste. Dopo che la dispiaciuta Ansia ribadisce che non può determinare chi sia Riley, Gioia capisce che lo stesso vale anche per lei e rimuove il Senso di Sé. Questo permette la formazione di un altro  Senso complesso e vario, formato da tutti i ricordi positivi e negativi di Riley. Insieme, le emozioni abbracciano questo nuovo Senso e lo stabilizzano, permettendo a Riley di calmarsi e riconciliarsi con Bree e Grace. Ora, con il pieno controllo delle sue emozioni per la prima volta, Riley finisce la partita sorridendo sotto la guida di Gioia.
Qualche tempo dopo, Riley inizia il liceo e fa amicizia con Val e le altre Firehawks, rimanendo fedele a sé stessa e mantenendo la sua amicizia con Bree e Grace. A pranzo, lei e la squadra aspettano vicino al suo telefono che la Coach Roberts pubblichi l'elenco delle nuove reclutate delle Firehawks. Ora, vivendo in pace, le vecchie e le nuove emozioni lavorano insieme per proteggere il Senso di Sé di Riley in continua evoluzione. Quest'ultima controlla il suo telefono per vedere se il suo nome è sulla lista e si guarda allo specchio con un sorriso orgoglioso.
In una scena dopo i titoli di coda, Gioia fa uscire dal caveau della memoria l'"Atroce Oscuro Segreto" per chiedergli quale fosse il segreto di Riley, e lui confessa che ha fatto un buco ad un tappeto e poi si richiude di nuovo nel caveau.

## Personaggi
Come personaggi principali ritornano dal film precedente le cinque emozioni protagoniste, Riley e i suoi genitori. A loro si aggiungono cinque nuove emozioni:
- Ansia: la prima nuova emozione a presentarsi alle cinque originali. È molto energica e guiderà la crescita di Riley, facendole provare nuove sensazioni, mettendo i bastoni tra le ruote alle cinque emozioni principali. Non è d'animo cattivo, poiché vuole solo il meglio per il futuro di Riley, ma alla fine le farà avere un attacco di panico di cui ne risentirà tutto il Quartier generale. Si differenzia da Paura per il fatto che non si preoccupa per qualcosa di concreto e immediato, ma per qualcosa che potrebbe potenzialmente accadere in futuro. Il suo colore caratteristico è l'arancione. È doppiata in originale da Maya Hawke e in italiano da Pilar Fogliati.
- Invidia: la seconda nuova emozione e, come Ansia, ostacolerà le cinque vecchie emozioni. È in sintonia con Ansia e spesso l'aiuta o le da consigli. Dal punto di vista psicologico, fa desiderare a Riley di ottenere ciò che non ha, ma che gli altri possiedono, il tutto da una percezione di semi-ammirazione. Il suo colore caratteristico è il ciano ed è molto piccola di statura. Quando vede qualcosa che le piace, le si illuminano gli occhi. È doppiata in originale da Ayo Edebiri e in italiano da Marta Filippi.
- Imbarazzo: la terza nuova emozione, su ordine di Ansia porterà via le cinque emozioni principali di Riley, affinché quest'ultima possa cambiare in vista dell'adolescenza. È in sintonia con Tristezza e si rivelerà avere un cuore d’oro, aiutando a far rientrare le cinque emozioni principali nel Quartier generale. Il suo compito è quello di avvisare Riley di situazioni imbarazzanti e fermarla all'occorrenza dal fare brutte figure. Il suo colore caratteristico è il rosa, e il suo aspetto enorme lo rende particolarmente timido e imbranato. Lo si sente parlare solo in una scena finale del film. È doppiato in originale da Paul Walter Hauser e in italiano da Federico Cesari.
- Ennui ("Noia" in francese): la quarta nuova emozione in arrivo al quartier generale e rappresenta la noia. È sempre sdraiata sul divano a guardare il cellulare, con il quale riesce a far provare sensazioni a Riley. Attraverso un semplice tasto, Ennui fa percepire agli estranei il tipico disinteresse che caratterizza gli adolescenti, inoltre quando sta in piedi cammina con la schiena curva. Si dimostra disinteressata a quasi tutti gli avvenimenti del film. Il suo colore è l'indaco e parla con accento francese. È doppiata in originale da Adèle Exarchopoulos e in italiano da Deva Cassel.
- Nostalgia: la quinta nuova emozione a presentarsi dopo Ennui. compare un paio di volte, non tocca mai la consolle e i personaggi le ricordano in ogni modo che “non è ancora il suo momento e che dovrà aspettare 10 anni prima che possa usare la consolle”, inoltre ricorda con affetto gli eventi passati, che a causa della giovinezza di Riley sono sempre piuttosto recenti. Il suo colore caratteristico è il grigio e l’aspetto è quello di una dolce anziana minuta con un viso paffuto e una fitta chioma cotonata. È doppiata in originale da June Squibb e in italiano da Graziella Polesinanti.

## Produzione

### Sviluppo
Durante l'88ª edizione degli Academy Awards nel gennaio 2016, il regista di Inside Out (2015) Pete Docter aveva in mente alcune idee per un sequel. Pixar ha confermato ufficialmente lo sviluppo del sequel durante l'annuncio del D23 Expo nel settembre 2022, con Amy Poehler che è salita sul palco per discutere del film insieme a Docter. Kelsey Mann è stato annunciato come regista del sequel (rendendolo il suo debutto alla regia poiché aveva già diretto il cortometraggio Centro feste nel 2013), con Mark Nielsen come produttore, mentre Meg LeFauve è stata annunciata come sceneggiatrice del film, come lo era del precedente. Per utilizzare la costruzione del mondo "veritiera", Mann ha utilizzato l'idea di Docter "dalle cinque alle ventisette emozioni" del primo film che ha lanciato durante la sua produzione.

### Casting
Amy Poehler ha accettato un'offerta di 5 milioni di dollari con bonus redditizi per riprendere il suo ruolo. A seguito di una disputa sulla paga, Mindy Kaling e Bill Hader hanno rifiutato di riprendere i rispettivi ruoli di Disgusto e Paura; secondo quanto riferito, a loro e al resto del cast di ritorno furono offerti cento mila dollari ciascuno, equivalenti al 2% dello stipendio di Poehler. Nel cast vengono inoltre scritturati Ayo Edebiri (Invidia), Maya Hawke (Ansia), Paul Walter Hauser (Imbarazzo), Adèle Exarchopoulos (Ennui) e June Squibb (Nostalgia).

## Colonna sonora
Il 7 marzo 2024, con l'uscita del secondo trailer e del poster, è stata annunciata Andrea Datzman come compositrice della colonna sonora del film, subentrata a Michael Giacchino.

## Promozione
Il primo teaser trailer e la prima locandina del film sono usciti il 9 novembre 2023.

## Distribuzione
Il film è stato distribuito nelle sale cinematografiche americane il 14 giugno 2024, e in quelle italiane il 19 giugno.

### Edizione italiana
Il doppiaggio italiano, diretto da Massimiliano Manfredi su dialoghi di Roberto Morville per conto della Iyuno, vede la partecipazione degli attori Pilar Fogliati e Federico Cesari come Ansia e Imbarazzo, la modella Deva Cassel nel ruolo di Ennui e il cantante Stash in quello di Lance Slashblade. Vittoria Bartolomei, voce italiana di Riley nel primo film e nel cortometraggio Il primo appuntamento di Riley, viene sostituita da Sara Ciocca
e Ambrogio Colombo subentra a Renato Cecchetto (deceduto nel 2022) nel ruolo di Fritz.

## Accoglienza

### Incassi
Il film ha incassato 652980194 $ in Nordamerica e 1045883622 $ nel resto del mondo, per un totale di 1698863816 $, risultando il maggior incasso del 2024 e il 9º film con maggiori incassi nella storia del cinema, nonché secondo maggior incasso di sempre per un film d'animazione. In Italia, con 46530579 € e 6418989 presenze, è stato il maggior incasso dell'anno e della stagione 2023/2024, ed è il 5º di tutti i tempi.

### Critica
Sull'aggregatore di recensioni Rotten Tomatoes ha un indice di gradimento del 90% basato su 325 recensioni, con un voto medio di 7,6 su 10. Su Metacritic ha un punteggio di 73 su 100 basato su 59 recensioni.
Erik Kain of Forbes afferma che si tratta di uno dei miglior prodotti cinematografici Pixar degli ultimi anni, definendolo «un ottimo lavoro nel racchiudere questo viaggio di anni alla scoperta di se stessi». Manohla Dargis del New York Times scrive che Inside out 2 «si conforma all'idea e al modello inventivo dell'originale, alla sua concezione e al suo design visivo, per cui i suoi risultati sono piacevolmente familiari» divenendo «un esempio perfetto dell'abilità della Pixar nel trasformare le idee in immagini, alcune delle quali riescono a superare la sicurezza della sua simpatica visione del mondo con scosse sublimi».
Katie Walsh, nella propria recensione per il Los Angeles Times, riporta che sebbene «la rappresentazione del film di come le emozioni e i ricordi creino un sistema di convinzioni personali e un senso di sé è effettivamente utile per parlare ai bambini» la logica interna del film «non riesce a trasmettere nulla di profondamente significativo a un pubblico adulto», chiedendosi dove siano la logica, la ragione e la razionalità, tanto che «la metafora della stanza di controllo viene portata al limite, rendendola ingiustamente un pasticcio tremolante governato interamente dai capricci».
Peter Bradshaw del Guardian assegna al film tre stelle su cinque, il quale sottolinea il fatto che il film «sia schivo nei confronti della realtà dell'esperienza adolescenziale o che non voglia essere coinvolto in un dibattito sull'identitá sessuale della protagonista, e che sulla «crescita [adolescenziale] non ha nulla di così potente o reale». Anche David Sims di The Atlantic riporta che «sebbene il film sia spesso affascinante e comprensibile, è una delusione se si considerano le ambizioni che un progetto del genere avrebbe potuto raggiungere» soffermandosi sulla «volontà della Pixar di ridurre i concetti emotivi più importanti».
Dario Boldini su Sentieri Selvaggi, assegna al film 4 stelle su 5 e lo considera film «Un sequel di alto livello, visivamente potente. Un'opera che approccia la complessità del reale, espandendo la mitologia del primo capitolo e rilanciando la posta in gioco».
Gabriele Marcello di GQ Italia scrive che «Inside Out 2 raccoglie il meglio fatto fino ad ora e lo stravolge perché non è solo un film che racconta una storia e dei personaggi ma è una immersione totalizzante all’interno della psicologia umana che utilizza il fatto, pur complesso, come se fosse un pretesto per analizzare, chirurgicamente, quelle che sono le emozioni umane e la loro complessità, al pari di uno studio clinico. Se il primo capitolo univa profondità e divertimento, questo secondo spinge di più il pedale sulla parte inconscia della mente umana arrivando a diventare addirittura criptico per certi versi, addolcito dalla messa in scena piacevole. Sia chiaro: Inside Out 2 incanta i più piccoli ma fa riflettere, parecchio, gli adulti perché li mette di fronte a quelli che sono i veri spettri dei loro traumi più reconditi, portando a confrontarsi con la percezione più intima del sé e del modo di agire che è spinto da forze e sensazioni che difficilmente si riescono a controllare».

## Riconoscimenti
- 2025 – Premio Oscar
  - Candidatura al miglior film d'animazione
- 2025 – Golden Globe[27]
  - Candidatura al miglior film d'animazione

## Sequel
Durante un'intervista ai Saturn Awards, lo sceneggiatore Dave Holstein ha rivelato che dopo il successo del film, sono iniziati i lavori per Inside Out 3. Il nuovo film potrebbe esplorare un altro momento chiave della crescita di Riley, come l'ingresso nell'università o nel mondo adulto, con l'entrata in scena di altre emozioni.